# Веретенников, Виктор Владимирович
Виктор Владимирович Веретенников (род. 18 октября 1949,  Развильное, Ростовская область, СССР) — советский тяжелоатлет, двукратный чемпион СССР (1979, 1980), серебряный призёр чемпионата мира (1979), рекордсмен Мира в сумме двоеборья (1980) в легчайшем весе. Установил 6 рекордов СССР . Мастер спорта СССР международного класса (1978).

## Биография
Виктор Веретенников родился 18 октября 1949 года в селе Развильное Ростовской области. В юности увлекался акробатикой, имел разряд кандидата в мастера спорта по этому виду спорта. В 1967 году поступил в Волгоградский государственный  институт физической культуры, где в возрасте 19 лет начал заниматься тяжёлой атлетикой под руководством Алексея Павленко. С 1977 года с ним работал Анатолий Моргасов.
Наиболее значимых достижений добивался во второй половине 1970-х годов. В 1979 году выиграл чемпионат СССР и был включён в состав сборной страны для участия в чемпионате мира в Салониках. На этом турнире в упорной борьбе с болгарским атлетом Антоном Коджабашевым завоевал золотую медаль в толчке и серебряную награду по сумме упражнений. В марте 1980 года на соревнованиях «День рекордов» в Подольске установил мировой рекорд в сумме двоеборья (270 кг), а в мае того же года защитил титул чемпиона СССР. Несмотря на эти успехи тренерский штаб сборной СССР не включил Виктора Веретенникова в число участников Олимпийских игр в Москве.
В 1981 году завершил свою спортивную карьеру. В 1983—1985 годах занимался тренерской деятельностью в спортивном обществе «Динамо». С 1985 года работает преподавателем физической культуры в средней общеобразовательной школе №6 города Волгограда. В 2008 году был лауреатом конкурса учителей общеобразовательных учреждений на соискание премии губернатора Волгоградской области.